# Leichtathletik-Europameisterschaften 1971/Hochsprung der Männer

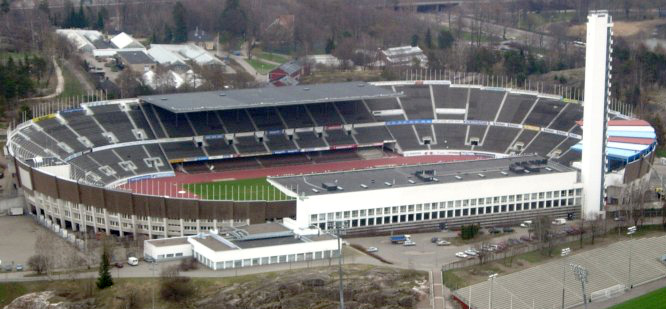
Das Olympiastadion von Helsinki im Jahr 2005

Der Hochsprung der Männer bei den Leichtathletik-Europameisterschaften 1971 wurde am 13. und 14. August 1971 im Olympiastadion von Helsinki ausgetragen.
Für die sowjetischen Hochspringer gab es mit Gold und Bronze zwei Medaillen. Europameister wurde Kęstutis Šapka. Er gewann vor dem Rumänen Csaba Dosa. Bronze ging an Rustam Achmetow.

## Rekorde

### Bestehende Rekorde
| Weltrekord   | 2,29 m | Pat Matzdorf  | Berkeley, USA                           | 3. Juli 1971       |
| Europarekord | 2,28 m | Waleri Brumel | Moskau, Sowjetunion (heute Russland)    | 21. Juli 1963      |
| EM-Rekord    | 2,21 m | Waleri Brumel | EM Belgrad, Jugoslawien (heute Serbien) | 16. September 1962 |

Auch bei diesen Europameisterschaften wurde der seit 1962 bestehende EM-Rekord nicht erreicht. Die drei Medaillengewinner, der sowjetische Europameister Kęstutis Šapka, der rumänische Silbermedaillengewinner Csaba Dosa und der drittplatzierte Rustam Achmetow, ebenfalls Sowjetunion, übersprangen mit 2,20 m die größte Höhe und verfehlten damit den Rekord um lediglich einen Zentimeter. Zum Europarekord fehlten ihnen acht, zum Weltrekord neun Zentimeter.

### Rekordverbesserung
Es wurde ein neuer Landesrekord aufgestellt:

2,20 m – Csaba Dosa (Rumänien), Finale am 14. August

## Qualifikation
13. August 1971, 11:00 Uhr
27 Teilnehmer traten zu einer Qualifikationsrunde in zwei Gruppen an. Siebzehn Athleten (hellblau unterlegt) die Qualifikationshöhe für den direkten Finaleinzug von 2,12 m. Damit war die Mindestanzahl von zwölf Finalteilnehmern erreicht und die qualifizierten Wettbewerber traten am darauffolgenden Tag zum Finale an.
Soweit bekannt ist die Gruppenzugehörigkeit der Hochspringer in der folgenden Übersicht mit aufgelistet.
| Platz | Name                 | Nation           | Gruppe | Höhe (m) |
| ----- | -------------------- | ---------------- | ------ | -------- |
| 1     | Hermann Magerl       | BR Deutschland   | A      | 2,12     |
| 2     | Rustam Achmetow      | Sowjetunion      | A      | 2,12     |
| 2     | Stefan Junge         | DDR              | B      | 2,12     |
| 2     | Christer Celion      | Schweden         | B      | 2,12     |
| 2     | Asko Pesonen         | Finnland         | B      | 2,12     |
| 2     | István Major         | Ungarn           | B      | 2,12     |
| 2     | Csaba Dosa           | Rumänien         | B      | 2,12     |
| 8     | Kęstutis Šapka       | Sowjetunion      | B      | 2,12     |
| 9     | Endre Kelemen        | Ungarn           | A      | 2,12     |
| 9     | Walentin Gawrilow    | Sowjetunion      | A      | 2,12     |
| 11    | Wojciech Gołębiowski | Polen            | A      | 2,12     |
| 12    | Erminio Azzaro       | Italien          | A      | 2,12     |
| 13    | Roman Moravec        | Tschechoslowakei | A      | 2,12     |
| 13    | Gian Marco Schivo    | Italien          | B      | 2,12     |
| 15    | Jiří Palkovský       | Tschechoslowakei | B      | 2,12     |
| 16    | József Tihányi       | Ungarn           | B      | 2,12     |
| 17    | Branko Vivod         | Jugoslawien      | B      | 2,12     |
| 18    | Jan Dahlgren         | Schweden         | k. A.  | 2,10     |
| 19    | Robert Sainte-Rose   | Frankreich       | k. A.  | 2,10     |
| 20    | Henri Elliott        | Frankreich       | k. A.  | 2,10     |
| 21    | Ladislav Borodáč     | Tschechoslowakei | k. A.  | 2,08     |
| 22    | Kenneth Lundmark     | Schweden         | k. A.  | 2,08     |
| 23    | Reijo Vähälä         | Finnland         | k. A.  | 2,08     |
| 24    | Lothar Doster        | BR Deutschland   | k. A.  | 2,05     |
| 25    | Gunther Spielvogel   | BR Deutschland   | k. A.  | 2,05     |
| 25    | Gérard Lamy          | Frankreich       | k. A.  | 2,05     |
| 27    | Nurullah Çandan      | Türkei           | k. A.  | 1,90     |

## Legende
Kurze Übersicht zur Bedeutung der Symbolik – so üblicherweise auch in sonstigen Veröffentlichungen verwendet:
| – | verzichtet   |
| o | übersprungen |
| x | ungültig     |

## Finale
14. August 1971, 17:15 Uhr
| Platz | Name                 | Nation           | Höhe (m) | 1,90 m | 1,95 m | 2,00 m | 2,05 m | 2,08 m | 2,11 m | 2,14 m | 2,17 m | 2,20 m | 2,22 m |
| ----- | -------------------- | ---------------- | -------- | ------ | ------ | ------ | ------ | ------ | ------ | ------ | ------ | ------ | ------ |
| 1     | Kęstutis Šapka       | Sowjetunion      | 2,20     | –      | –      | –      | –      | o      | xo     | o      | xo     | o      | xxx    |
| 2     | Csaba Dosa           | Rumänien         | 2,20 NR  | –      | –      | –      | o      | o      | xo     | xxo    | xxo    | xo     | xxx    |
| 3     | Rustam Achmetow      | Sowjetunion      | 2,20     | –      | –      | o      | o      | o      | o      | o      | o      | xxo    | xxx    |
| 4     | István Major         | Ungarn           | 2,17     | –      | –      | –      | o      | –      | o      | xxo    | xo     | xxx    |        |
| 5     | Stefan Junge         | DDR              | 2,14     | –      | –      | –      | o      | –      | xo     | o      | xxx    |        |        |
| 5     | Asko Pesonen         | Finnland         | 2,14     | –      | –      | –      | –      | o      | xo     | o      | xxx    |        |        |
| 7     | Wojciech Gołębiowski | Polen            | 2,14     | –      | –      | –      | o      | –      | xo     | xxo    | xxx    |        |        |
| 8     | Endre Kelemen        | Ungarn           | 2,11     | –      | –      | –      | o      | –      | o      | xxx    |        |        |        |
| 9     | József Tihányi       | Ungarn           | 2,11     | –      | –      | o      | o      | –      | o      | xxx    |        |        |        |
| 10    | Walentin Gawrilow    | Sowjetunion      | 2,11     | –      | –      | o      | o      | o      | o      | xxx    |        |        |        |
| 11    | Jiří Palkovský       | Tschechoslowakei | 2,11     | –      | o      | o      | o      | o      | o      | xxx    |        |        |        |
| 11    | Hermann Magerl       | BR Deutschland   | 2,11     | –      | –      | –      | o      | o      | xo     | xxx    |        |        |        |
| 13    | Roman Moravec        | Tschechoslowakei | 2,11     | –      | –      | o      | o      | o      | xo     | xxx    |        |        |        |
| 14    | Christer Celion      | Schweden         | 2,08     | –      | –      | o      | xo     | o      | xxx    |        |        |        |        |
| 15    | Gian Marco Schivo    | Italien          | 2,08     | –      | –      | –      | o      | xo     | xxx    |        |        |        |        |
| 16    | Branko Vivod         | Jugoslawien      | 2,08     | o      | o      | o      | xo     | xo     | xxx    |        |        |        |        |
| 17    | Erminio Azzaro       | Italien          | 2,05     | –      | –      | o      | xo     | –      | xxx    |        |        |        |        |

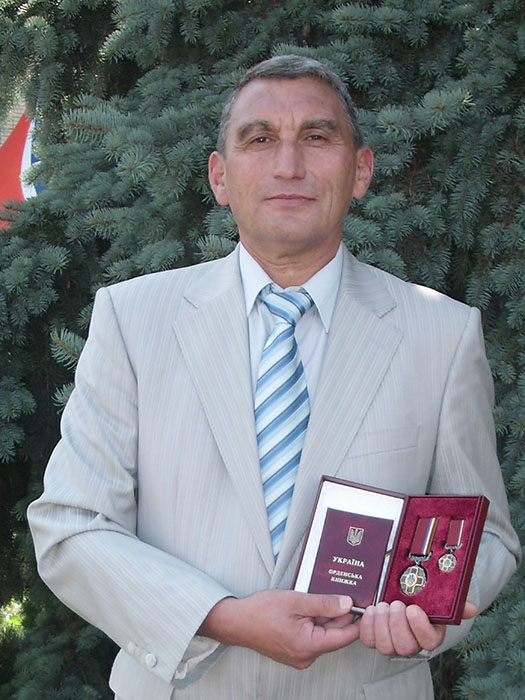
Bronzemedaillengewinner Rustam Achmetow (Foto: 2009)

Auch wenn das Niveau des sowjetischen Olympiasiegers von 1964 Waleri Brumel noch nicht ganz erreicht wurde, war die Qualität dieser Hochsprungkonkurrenz deutlich besser als im Wettbewerb zwei Jahre zuvor in Athen. Bei aufgelegten 2,14 m – eine Höhe, die in Athen noch für Platz vier gereicht hatte – waren noch dreizehn Athleten im Wettbewerb, von denen nun sechs ausschieden.
Bei 2,17 m hatte der sowjetische Springer Rustam Achmetow noch keinen Fehlversuch produziert und nahm auch diese neue Höhe im ersten Anlauf. Der DDR-Athlet Stephan Junge und der Finne Asko Pesonen (beide auf dem geteilten fünften Platz) schieden nun ebenso aus wie der am Ende siebtplatzierte Pole Wojciech Gołębiowski. Nach Achmetow übersprangen sein Landsmann Kęstutis Šapka sowie der Ungar István Major 2,17 m mit ihren jeweils zweiten Versuchen. Der Rumäne Csaba Dosa zog mit seinem dritten Sprung nach.
Diese vier gingen nun 2,20 m an. Šapka war mit seinem ersten Versuch erfolgreich, Dosa mit seinem zweiten, das war neuer rumänischer Landesrekord. Der bis dahin fehlerlose Achmetow meisterte die Höhe im dritten Anlauf, während István Major dreimal scheiterte und damit auf dem undankbaren vierten Platz landete. Nun wurden 2,22 m aufgelegt, das wäre neuer Meisterschaftsrekord. Doch alle drei verbliebenen Wettbewerber bissen sich hier die Zähne aus und scheiterten jeweils dreimal. So entschied sich die Verteilung der Medaillen bei gleicher Sprunghöhe von 2,20 m über die Fehlversuche bei dieser letzten Höhe. Europameister wurde Kęstutis Šapka, der mit seinem ersten Sprung erfolgreich gewesen war. Csaba Dosa hatte 2,20 m im zweiten Versuch gemeistert und gewann damit Silber. Rustam Achmetow konnte von seiner fehlerlosen Serie zuvor in Bezug auf die Medaillenverteilung nicht profitieren, er hatte die letzte Höhe erst mit seinem dritten Sprung genommen und gewann damit Bronze.

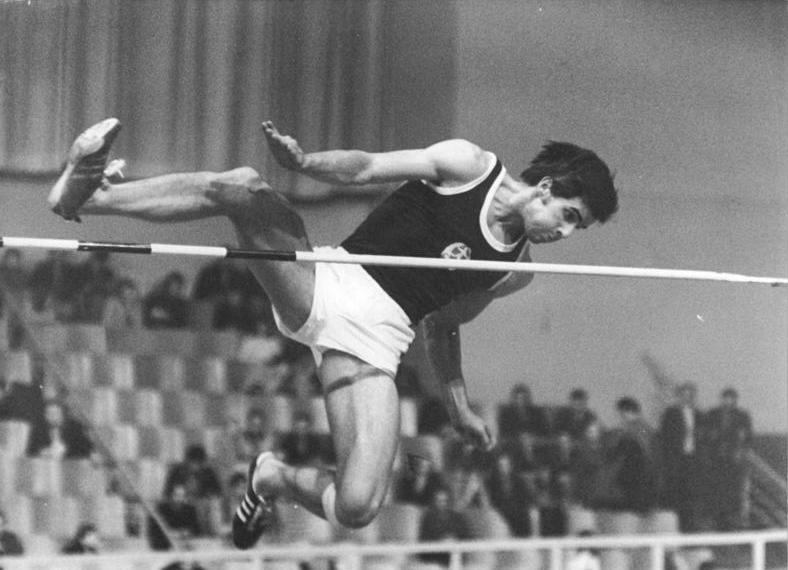
Stefan Junge erreichte Platz fünf – im Jahr darauf errang er die olympische Silbermedaille
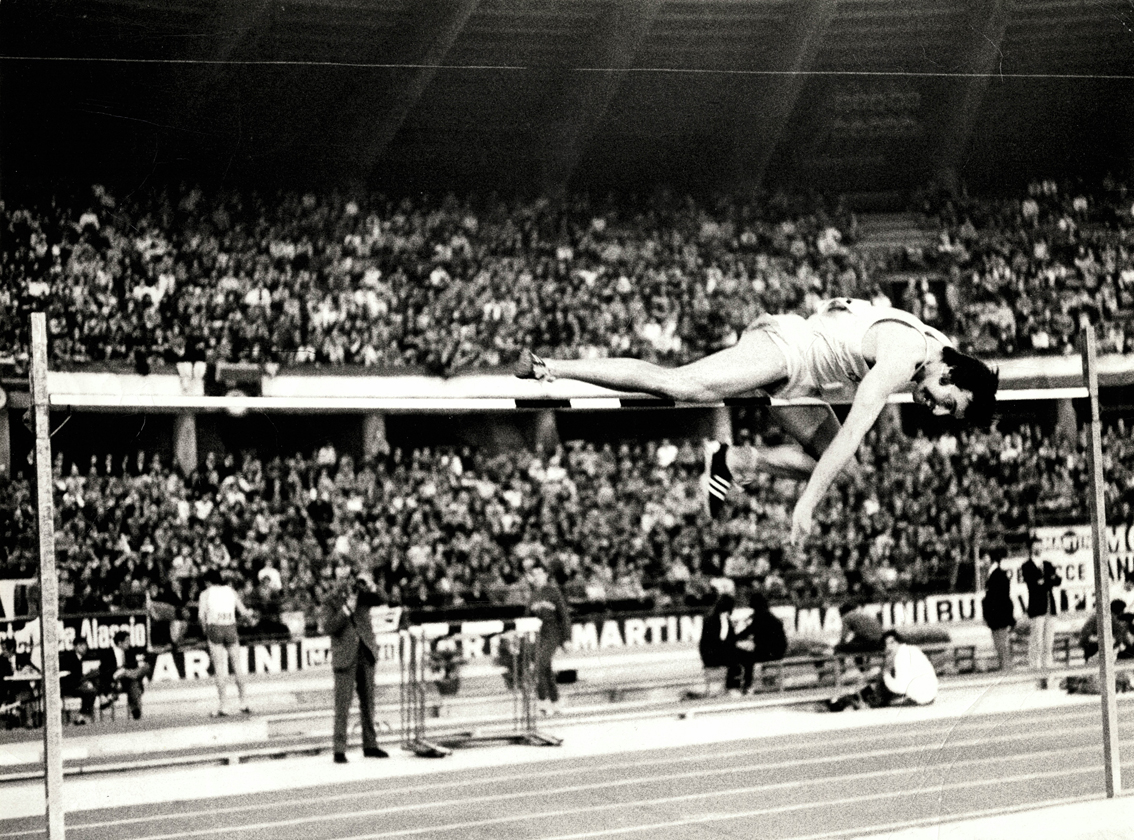
Gian Marco Schivo kam auf den fünfzehnten Platz

## Video
- EUROPEI DI HELSINKI 1971 RICOSTRUZIONE ALTO SAPKA, youtube.com, abgerufen am 27. Juli 2022